# Campeonato Europeu de Ginástica Artística de 2009 - Resultados masculinos
Os resultados masculinos do Campeonato Europeu de Ginástica Artística de 2009 contaram com todas as provas individuais.

## Resultados

### Individual geral
| Posição           | Ginasta                  | Solo   | Cavalo com alças | Argolas | Salto sobre a mesa | Barras paralelas | Barra fixa | Total  |
| ----------------- | ------------------------ | ------ | ---------------- | ------- | ------------------ | ---------------- | ---------- | ------ |
| Medalha de ouro   | GER Fabian Hambüchen     | 15.500 | 13.850           | 14.750  | 16.025             | 14.225           | 14.825     | 89.175 |
| Medalha de prata  | GBR Daniel Keatings      | 14.475 | 15.475           | 13.425  | 15.550             | 15.000           | 14.350     | 88.275 |
| Medalha de bronze | RUS Yuri Ryazanov        | 14.375 | 14.575           | 14.625  | 15.000             | 14.775           | 14.850     | 88.200 |
| 4                 | GER Philipp Boy          | 14.600 | 13.875           | 13.825  | 14.975             | 14.350           | 15.200     | 86.825 |
| 5                 | ROU Flavius Koczi        | 14.300 | 13.575           | 13.225  | 16.475             | 14.625           | 14.575     | 86.775 |
| 6                 | ITA Enrico Pozzo         | 14.800 | 13.575           | 13.400  | 15.600             | 14.125           | 14.900     | 86.400 |
| 7                 | GBR Daniel Purvis        | 14.850 | 13.825           | 13.575  | 15.650             | 14.600           | 13.575     | 86.075 |
| 8                 | ISR Alexander Shatilov   | 14.475 | 13.675           | 13.625  | 15.675             | 14.350           | 14.150     | 85.950 |
| 9                 | SUI Niki Böschenstein    | 13.975 | 13.250           | 14.125  | 15.775             | 14.825           | 13.800     | 85.750 |
| 10                | FRA Hamilton Sabot       | 14.025 | 13.200           | 14.175  | 14.650             | 14.625           | 14.450     | 85.125 |
| 11                | ARM Vahang Stepanyan     | 14.100 | 13.950           | 14.225  | 14.850             | 14.375           | 13.100     | 84.600 |
| 12                | POR Manuel Campos        | 14.300 | 13.850           | 13.775  | 15.150             | 14.550           | 12.950     | 84.575 |
| 13                | SVK Samuel Piasecky      | 13.700 | 13.700           | 12.775  | 15.425             | 14.850           | 13.950     | 84.400 |
| 14                | FIN Sami Aalto           | 13.850 | 13.550           | 13.900  | 15.550             | 13.550           | 13.600     | 84.000 |
| 15                | GRE Dimitrios Markousis  | 15.050 | 11.600           | 13.950  | 15.550             | 13.925           | 13.475     | 83.550 |
| 16                | BLR Artsiom Bykau        | 13.875 | 13.225           | 13.725  | 15.450             | 13.525           | 13.725     | 83.525 |
| 17                | FRA Benoît Caranobe      | 14.300 | 10.900           | 14.125  | 15.075             | 14.575           | 14.175     | 83.150 |
| 18                | GRE Christos Lympanovnos | 13.250 | 13.025           | 13.550  | 15.475             | 13.775           | 13.750     | 82.825 |
| 19                | DEN Helge Vammen         | 13.775 | 13.175           | 13.100  | 15.075             | 13.675           | 13.650     | 82.450 |
| 20                | BLR Dzmitry Savitski     | 13.475 | 12.825           | 12.500  | 14.875             | 15.025           | 13.600     | 82.300 |
| 21                | NED Jeffrey Wammes       | 14.400 | 11.250           | 12.700  | 16.150             | 12.975           | 14.600     | 82.075 |
| 22                | ROU Marius Berbecar      | 13.550 | 13.150           | 13.575  | 15.200             | 13.250           | 13.025     | 81.750 |
| 23                | POR Gustavo Simões       | 14.175 | 12.975           | 13.750  | 15.125             | 12.325           | 12.250     | 80.600 |
| 24                | ESP Sergio Muñoz         | 14.025 | 10.575           | 13.675  | 15.950             | 13.675           | 11.375     | 79.275 |

### Solo
Finais
| Posição           | Ginasta                  | Nota D | Nota E | Pen. | Total  |
| ----------------- | ------------------------ | ------ | ------ | ---- | ------ |
| Medalha de ouro   | GER Fabian Hambüchen     | 6.3    | 9.150  |      | 15.450 |
| Medalha de prata  | GER Matthias Fahrig      | 6.4    | 9.000  |      | 15.400 |
| Medalha de bronze | GRE Eleftherios Kosmidis | 6.5    | 8.850  |      | 15.350 |
| Medalha de bronze | ISR Alexander Shatilov   | 6.3    | 9.050  |      | 15.350 |
| 5                 | RUS Anton Golotsutskov   | 6.2    | 9.000  |      | 15.200 |
| 6                 | UKR Oleksandr Yakubovsky | 6.2    | 8.875  |      | 15.075 |
| 7                 | ITA Enrico Pozzo         | 6.1    | 8.925  | 0.1  | 14.925 |
| 8                 | BUL Eddie Penev          | 5.9    | 8.525  |      | 14.425 |

### Cavalo com alças
Finais
| Posição           | Ginasta                 | Nota D | Nota E | Pen. | Total  |
| ----------------- | ----------------------- | ------ | ------ | ---- | ------ |
| Medalha de ouro   | HUN Krisztián Berki     | 6.7    | 8.900  |      | 15.600 |
| Medalha de prata  | GBR Louis Smith         | 6.5    | 9.050  |      | 15.550 |
| Medalha de bronze | GBR Daniel Keatings     | 6.5    | 9.000  |      | 15.500 |
| 4                 | RUS Andrey Perevoznikov | 6.6    | 8.600  |      | 15.200 |
| 5                 | ITA Alberto Busnari     | 6.4    | 8.775  |      | 15.175 |
| 6                 | BEL Donna-Donny Truyens | 6.7    | 7.850  |      | 14.550 |
| 7                 | ROU Daniel Popescu      | 6.4    | 7.125  |      | 13.525 |
| 8                 | SLO Sašo Bertoncelj     | 6.0    | 7.150  |      | 13.150 |

### Argolas
Finais
| Posição           | Ginasta                   | Nota D | Nota E | Pen. | Total  |
| ----------------- | ------------------------- | ------ | ------ | ---- | ------ |
| Medalha de ouro   | NED Yuri van Gelder       | 6.6    | 9.150  |      | 15.750 |
| Medalha de prata  | UKR Oleksandr Vorobiov    | 6.8    | 8.800  |      | 15.600 |
| Medalha de bronze | BUL Jordan Jovtchev       | 6.7    | 8.850  |      | 15.550 |
| 4                 | ITA Matteo Morandi        | 6.7    | 8.825  |      | 15.525 |
| 5                 | FRA Daniel Pinheiro       | 7.0    | 8.425  |      | 15.425 |
| 6                 | RUS Konstantin Pluzhnikov | 6.6    | 8.725  |      | 15.325 |
| 7                 | ITA Matteo Angioletti     | 6.6    | 8.675  |      | 15.275 |
| 8                 | GRE Dimosthenis Tampakos  | 6.7    | 8.275  |      | 14.975 |

### Salto sobre a mesa
Finais
| Posição           | Ginasta                  | Nota D  | Nota E  | Pen.    | Total 1 | Nota D  | Nota E  | Pen.    | Total 2 | Média total |
| Posição           | Ginasta                  | Salto 1 | Salto 1 | Salto 1 | Salto 1 | Salto 2 | Salto 2 | Salto 2 | Salto 2 | Média total |
| ----------------- | ------------------------ | ------- | ------- | ------- | ------- | ------- | ------- | ------- | ------- | ----------- |
| Medalha de ouro   | FRA Thomas Bouhail       | 7.0     | 9.275   |         | 16.275  | 7.0     | 9.375   |         | 16.375  | 16.325      |
| Medalha de prata  | ROU Flavius Koczi        | 7.0     | 9.300   |         | 16.300  | 7.0     | 9.325   |         | 16.325  | 16.312      |
| Medalha de bronze | GER Matthias Fahrig      | 7.0     | 9.400   |         | 16.400  | 6.6     | 9.450   |         | 16.050  | 16.225      |
| 4                 | POL Marek Lyszczarz      | 6.6     | 9.375   |         | 15.975  | 6.6     | 9.300   |         | 15.900  | 15.937      |
| 5                 | ROU Daniel Popescu       | 7.0     | 9.325   | 0.1     | 16.225  | 7.0     | 8.900   | 0.3     | 15.600  | 15.912      |
| 6                 | NED Jeffrey Wammes       | 6.6     | 9.325   | 0.1     | 15.825  | 6.6     | 9.275   |         | 15.875  | 15.850      |
| 7                 | GER Fabian Hambüchen     | 6.6     | 9.300   | 0.1     | 15.800  | 6.2     | 9.325   |         | 15.525  | 15.662      |
| 8                 | BLR Dimitri Kaspiarovich | 6.6     | 8.225   |         | 14.825  |         |         |         | 0.000   | 7.412       |

### Barras paralelas
Finais
| Posição           | Ginasta               | Nota D | Nota E | Pen. | Total  |
| ----------------- | --------------------- | ------ | ------ | ---- | ------ |
| Medalha de ouro   | FRA Yann Cucherat     | 6.5    | 9.325  |      | 15.825 |
| Medalha de prata  | SLO Mitja Petkovšek   | 6.5    | 9.300  |      | 15.800 |
| Medalha de bronze | GER Fabian Hambüchen  | 6.5    | 8.875  |      | 15.375 |
| 4                 | POL Adam Kierzkowski  | 6.0    | 9.100  |      | 15.100 |
| 5                 | SVK Samuel Piasecky   | 6.2    | 8.875  |      | 15.075 |
| 5                 | ROU Cosmin Popescu    | 6.2    | 8.875  |      | 15.075 |
| 7                 | GBR Daniel Keatings   | 6.0    | 9.000  |      | 15.000 |
| 8                 | SUI Niki Böschenstein | 6.0    | 8.175  |      | 14.175 |

### Barras fixa
Finais
| Posição           | Ginasta                  | Nota D | Nota E | Pen. | Total  |
| ----------------- | ------------------------ | ------ | ------ | ---- | ------ |
| Medalha de ouro   | GRE Vlasios Maras        | 6.700  | 8.675  |      | 15.375 |
| Medalha de prata  | FRA Yann Cucherat        | 6.700  | 8.550  |      | 15.250 |
| Medalha de bronze | UKR Nikolay Kuksenkov    | 6.400  | 8.525  |      | 14.925 |
| 4                 | BLR Aliaksandr Tsarevich | 6.400  | 8.425  |      | 14.825 |
| 5                 | NED Epke Zonderland      | 7.000  | 7.575  |      | 14.575 |
| 6                 | CZE Martin Konecny       | 6.700  | 7.800  |      | 14.500 |
| 7                 | NED Jeffrey Wammes       | 6.000  | 8.025  |      | 14.025 |
| 8                 | ITA Igor Cassina         | 3.600  | 7.275  |      | 10.875 |